# پولی ریل استیت
پولی ریل استیت (به چینی: 保利地產集团股份有限公司) شرکت دولتی املاک و مستغلات چینی است، که در زمینه مهندسی، طراحی، ساخت‌وساز و فروش، املاک مسکونی، تجاری و توسعه املاک و مستغلات فعالیت می‌کند.
شرکت پولی ریل استیت در سال ۱۹۹۲ تأسیس شد. دفتر مرکزی این شرکت در شهر گوانگ‌ژو، گوانگ‌دونگ قرار دارد و بخشی از سهام آن در بازار بورس شانگهای معامله می‌شود.